# Maksim Аleksandrovich Galkin
Maksim Аleksandrovich Galkin (tiếng Nga: Максим Александрович Галкин; sinh ngày 18/6/1976) là diễn viên hài kịch, ca sĩ và là một ngôi sao truyền hình Nga.

## Tiểu sử và sự nghiệp
Galkin nhận được sự giáo dục rất nghiêm túc. Mẹ ông là giáo viên, ông đã hoàn thành khóa học âm nhạc và toán, biết 4 thứ tiếng (trong đó có tiếng Nga và tiếng Anh). Ban đầu, ông nổi tiếng là một diễn viên chuyên vào vai các nhân vật nổi tiếng, sau đó ông được biết tới nhiều hơn khi yêu nữ ngôi sao nhạc pop Alla Pugacheva.
Galkin còn là người dẫn chương trình truyền hình Ai là triệu phú (của truyền hình Nga) sau khi chương trình đổi tên từ O, Schastlivchik (Ôi người may mắn) tới năm 2008.
Thời trẻ, Galkin xuất hiện trên chương trình thi hài hước thanh niên (KVN), chương trình này là bàn đạp cho sự nghiệp của ông. Hiện nay ông tham gia với vai trò Ban giám khảo chương trình.
Galkin và Pugacheva là người dẫn chương trình quen thuộc trên truyền hình Nga: Nhưng họ có hát được không?, Dve Zvezdy (Hai ngôi sao).
Galkin là một trong số ít các diễn viên hài gây ấn tượng, dù vẫn mang vẻ thư thái, như lời Thủ tướng Vladimir Putin trên kênh truyền hình Nga One TV